# كلاوديو كاسترو
كلاوديو كاسترو (من مواليد 29 مارس 1971) هو محامي وسياسي برازيلي، وهو أيضًا نائب سابق لحاكم ريو دي جانيرو، الذي تولى واجباته وصلاحياته بصفته القائم بأعمال الحاكم منذ تعليق الحاكم ويلسون ويتزل الحاكم الحالي للولاية منذ ذلك الحين بسبب عزل ويتزل. وهوعضو في الحزب المسيحي الاجتماعي، وفقًا للبيانات التاريخية هو ثاني أصغر نائب حاكم في التاريخ خلف روبرتو سيلفيرا فقط الذي انتخب عن عمر يناهز 32 عامًا في الخمسينيات. ومع ذلك فهو أصغر منتخب منذ إعادة الديمقراطية.

## سيرته
انتقل إلى ريو دي جانيرو عندما كان طفلاً. في عام 2005 تخرج كاسترو في القانون من الجامعة الفيدرالية في ريو دي جانيرو. هو متزوج وأب لطفلين. كاسترو مغني وموسيقي روماني كاثوليكي.

### الخبرة السياسية
في عام 2004 بدأ تاريخه السياسي كرئيس لموظفي مستشار المدينة السابق مارسيو باتشيكو، الذي تبعه في الجمعية التشريعية في ريو دي جانيرو حتى عام 2016، وأيضًا كرئيس للموظفين. قاد في مكتبه تنظيم المشاريع السياسية للدفاع عن الحياة، والأطفال والمراهقين في حالة الخطر، والأشخاص ذوي الإعاقة ومكافحة المخدرات.
كان كلاوديو كاسترو أيضًا مستشارًا خاصًا لأمانة بلدية الأشخاص ذوي الإعاقة. في عام 2013 عمل مستشارًا خاصًا في مجلس النواب في برازيليا.
في عام 2016 تم انتخاب كاسترو لمجلس البلدية بأغلبية 10.262 صوتًا، وهو المرشح 56 الأكثر تصويتًا. جاء ذلك بعد أول محاولة فاشلة في عام 2012 عندما حصل على 8.298 صوتًا.
في 6 أغسطس 2018 أكد الحزب المسيحي الاجتماعي أن مستشار المدينة كلاوديو كاسترو سيكون مرشحًا لمنصب نائب حاكم ريو دي جانيرو جنبًا إلى جنب مع القاضي الفيدرالي ويلسون ويتزل، وأن الحزب لن يشكل أي ائتلاف. مع 59.87٪ (4.675.355) من الأصوات الصحيحة تم انتخاب ويلسون ويتزل وكاسترو في 28 أكتوبر 2018 لمدة أربع سنوات، والتي بدأت في 1 يناير 2019.